# Дом АРИ

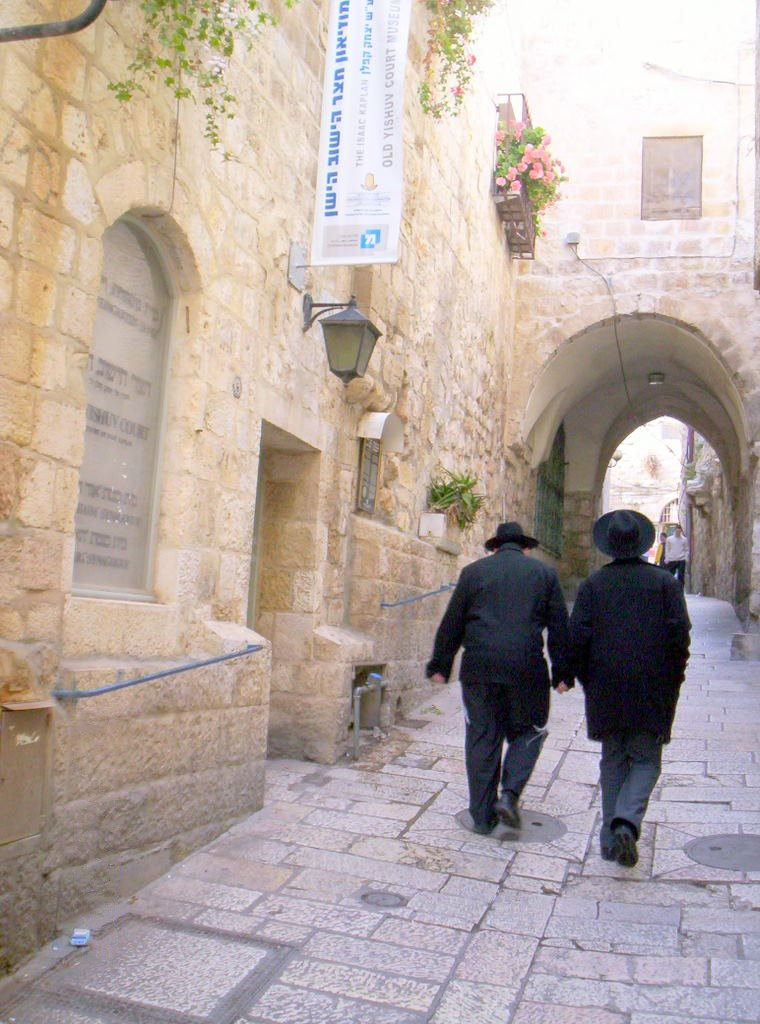
Иерусалим, Старый город, вход в дом-музей, где родился АРИ

«Дом АРИ» — дом на улице Ор Хаим, 6 в еврейском квартале Старого города в Иерусалиме, где, по преданию, в 1534 году родился знаменитый каббалист Ицхак Лурия (АРИ), основоположник Лурианской каббалы.
Также известен как «Дом Вейнгартена» по имени одного из его владельцев. В доме размещена экспозиция исторического музея «Двор старого ишува».

## История дома
Здание было построено при турках в начале XVI века и затем приобретено у армян или арабов. Здесь в 1534 году родился каббалист Лурия Ицхак Бен Шломо Ашкенази, известный по сокращённому имени ха-АРИ ха-Кадош — святой АРИ. Его отец происходил из ашкеназской семьи, мать — из сефардской. После смерти отца АРИ был увезен на родину матери в Египет. За два года до смерти (он умер в 1572 году) переехал на Святую землю, поселился в Цфате. В Цфате он и похоронен. Его именем названы две ашкеназские синагоги в Цфате и ещё одна в этом доме. В синагоге хранятся молитвенники, в которые включены сочинённые самим АРИ три гимна к религиозным праздникам. Основной труд Ари — Книга Ец Хаим (ивр. «Древо жизни»)
В 1742 году этом доме поселился известный сефардский раввин Хаим бен Атар (Ор Хаим — имя получено по названию его книги «Ор Хаим», ивр. «Свет жизни»), чьим именем была названа улица. Крупнейший раввин Марокко, родившийся в 1696 году, он уже в преклонном возрасте приехал в Палестину. Сначала жил в Акко, затем в Иерусалиме, в этом доме, где и скончался.
В 1812 году это двухэтажное здание купил Розенталь, основавший ашкеназскую общину Иерусалима. Затем владельцем этого дома стал раввин Вейнгартен, женившийся на внучке Розенталя.
В 1976 г., благодаря Ривке Вейнгартен, дочери раввина Вейнгартена, в этом доме открылся историко-этнографический музей, посвящённый памяти двух выдающихся мудрецов, живших в этом доме, и рассказывающий об атмосфере царившей в доме, быте и образе жизни еврейской семьи, обо всём жизненном укладе и духовных интересах еврейской общины в период турецкого и британского присутствия в Палестине. В доме воссоздана обстановка старого ишува.

## Синагога АРИ

Синагога АРИ

Согласно традиции, это место рождения в 1534 году одного из величайших каббалистов — святого АРИ. Эта комната впоследствии стала сефардской синагогой. Османский закон запрещал в еврейских поселениях (ишувах) в Палестине создавать новые синагоги, и это заставляло их скрывать свои молитвенные залы (синагоги), расположенные в жилых домах. Вначале синагога АРИ также была скрыта под видом места для проживания семьи. В последующий период молитвы в синагоге проводились открыто. В 1936 году синагога была ограблена и горела.
В 1976 году синагога вошла в экспозицию вновь открытого историко-этнографического музея «Старый ишув» Исаака Каплана, посвящённого истории и этнографии ишува (еврейского поселения в Палестине) со времени османского правления до окончания британского мандата и освобождения Иерусалима. Синагога была восстановлена согласно сефардской традиции.
Сегодня в синагоге хранятся книги АРИ и молитвенники. Рядом с арон кодеш экспонируется Сефер Тора (книга Торы) в чехлах из парчи и шелка. В центре синагоги установлена бима для публичного чтения Торы, на ней находится древний арон кодеш. В углу стоит кресло пророка Элияху. Экспонируются письменные принадлежности, использующиеся при написании текстов из Торы, фотографии, картины. Вдоль стен расположены старинные скамьи и другие музейные экспонаты.

## Синагога Ор Хаим

Синагога «Ор Хаим»

На верхнем этаже музея находится синагога «Ор Хаим», названная по книге рабби Хаима Бен Атара — «Ор Хаим». Возвратившись в 1742 году из Марокко в Иерусалим, рабби Хаим Бен Атар открыл здесь на собственные средства иешиву для мужчин, а также семинарию для женщин. В дальнейшем это помещение, под управлением рабби Шломо Розенталя, служило синагогой для ашкеназского сообщества. После раздела Иерусалима в 1948 году, в результате ликвидации британского мандата, западная часть города отошла к Израилю и стала его столицей. Восточная часть города, включая синагогу АРИ, отошла к Иордании, и синагога была закрыта. Синагога была вновь открыта в 1967 году, после освобождения Старого города в ходе Шестидневной войны.

## Ключи от Иерусалима
В 1948 году здесь, на пороге дома, где родился АРИ, произошло уникальное событие в истории еврейского народа: впервые за XVIII веков ключ от Сионских ворот Старого города был передан в руки еврея, главного раввина квартала Мордехая Вайнгартена, владельца этого дома. Тем самым впервые ключ от Иерусалима оказался в руках евреев.

### Отрывок из книги
Отрывок из книги А. И. Смирнова «Арабо-израильские войны»:
Этот звук — заунывный звук шотландских волынок — был хорошо известен жителям Иерусалима той поры. В то утро 14 мая 1948 года он стал разноситься по улицам и переулкам этого древнего города гораздо раньше, чем обычно. Жители города уже знали, с чем это связано. Столь ранний звук шотландских волынок означал только одно — британские войска стали покидать их город — покидать навсегда. Первыми стали уходить войска, размещавшиеся внутри Старого города (или Старой крепости). Ритмичный марш их колонн громко резонировал внутри узких улиц, и моментами он привлекал внимание обитателей крепости — седобородых старцев и женщин, закутанных в чёрное.
Их предки в своё время уже видели, как из города уходили другие завоеватели — вавилоняне, ассирийцы, римляне, персы, арабы, крестоносцы и турки… Самую последнюю колонну, где-то из полусотни солдат, возглавлял майор Саффолкского пехотного полка. Они маршировали по так называемой Улице Евреев, которая выводила их прямо к воротам Сиона. Внезапно офицер подал резкую команду, и взвод свернул налево, в небольшой переулок под названием Ор Хаим-стрит. Через пару минут они остановились у дома под номером три. Майор настойчиво постучал стеком по входной двери. Ждать долго не пришлось: дверь открылась, и навстречу англичанину с невысоких ступенек спустился старик в старомодном сюртуке, жилетке и широкополой шляпе. Это был главный раввин квартала — Мордехай Вайнгартен. Подслеповато щурясь сквозь толстые стекла очков, он с недоумением смотрел на вытянувшегося перед ним офицера. «Ваша милость! — обратился к нему англичанин. — Начиная с 70-го года н. э. ключ к воротам Иерусалима никогда не находился в еврейских руках. Я имею честь вручить его Вам — в первый раз». И офицер протянул раввину ключ, который представлял собой металлическую болванку, на таком же солидном железном кольце. Металл был поражен ржавчиной и имел весьма древний вид. Дрожащими руками священник принял этот дар. Он знал старинную легенду, передававшуюся между евреями из поколения в поколение. Согласно преданию, в последнюю ночь перед падением города под напором римских легионеров императора Тита отчаявшиеся священнослужители передали этот ключ самому сильному из них и тот с криком «Бог! Отныне ты будешь хранителем этого ключа» швырнул его изо всех сил на небо. С тех пор этого ключа никто из евреев не видел. Последовала короткая пауза, от волнения и неожиданности свершившегося престарелый раввин даже не смог найти каких-то достойных слов для ответа. Офицер продолжил: «Наши отношения были непростыми, но давайте расстанемся друзьями. Счастья Вам и удачи. Прощайте!». Раввин наконец-то пришел в себя. Его первые слова были обращены к Богу: «Благодарю тебя, Господь, что позволил мне дожить до этого счастливого момента». Затем кивком головы он поблагодарил майора и сказал: «Я принимаю этот ключ от имени своего народа. Благодарю Вас».
Последовала команда «Кругом!», и они расстались.
Прижав ключ к груди, раввин было направился в своё жилище, но вдруг замедлил шаг. Его внимание привлек совсем другой звук. Это уже не были волынки. Их заунывное пение удалялось из города, а новый звук становился все более отчетливым и настойчивым. Священник знал опасность этого звука, но на этот раз он уже твердо решил не отправлять ключ на небо, а спрятать его в своем доме.

…Зловещий и нарастающий, звук ружейной стрельбы уже заглушал все другие шумы в городе.

## Экспозиция музея

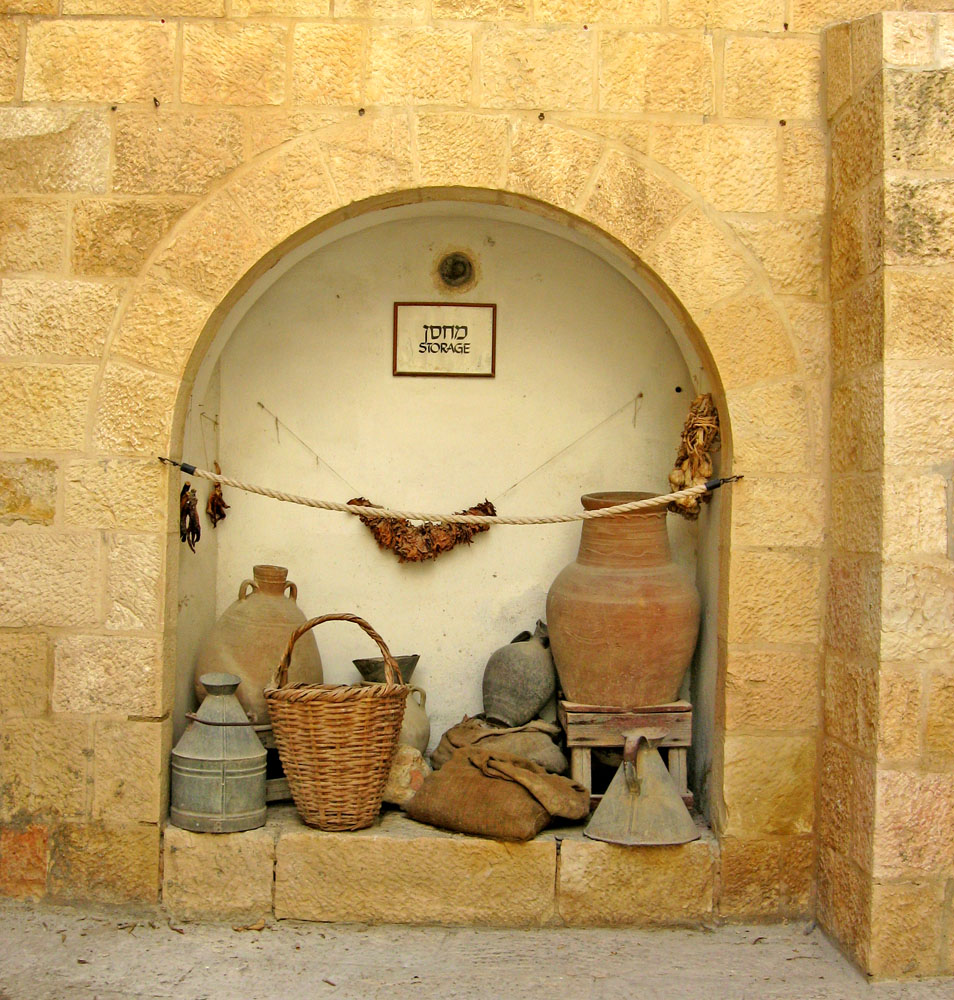
Экспозиция музея ишува

Экспозиция музея занимает два этажа. На первом находится ашкеназская синагога АРИ и бывшие жилые комнаты семейства Вейнгартен: столовая, спальни, детская, кухня. Представлены одежда и головные уборы сефардских и ашкеназских евреев: здесь и чёрные долгополые сюртуки, и блестящие тёмно-серые с чёрными полосами халаты, и красные турецкие фески и шляпы, отороченные мехом, штраймл и чалмы. В отдельной комнате представлены различные ремесленные мастерские (сапожные, слесарные, пошивочные), зубоврачебный кабинет со щипцами, зубными протезами, склянками и банками. Экспонируются продукты, употреблявшиеся в пищу в прошлые времена: зерна, овощи, фрукты, соленья, варенья и т. п.
Рядом с кухней открытый дворик. Всего таких открытых двориков в доме Вейнгартенов было три, и в каждом из них обязательно был колодец.
Второй этаж здания отведен под синагогу «Ор Хаим» и женскую иешиву, которую Ор Хаим учредил на свои собственные средства и сам преподавал в ней. Рядом (также на втором этаже) небольшой, но очень уютный дворик для отдыха и возведения сукки. Из этого дворика по лестнице можно спуститься на улицу и на первый этаж. На втором этаже находится личная молельня бен Атара и микве. Имеются две учебные комнаты с традиционными скамьями, книжными шкафами и столами.